# ماركوس جوزيف رايت
ماركوس جوزيف رايت (بالإنجليزية: Marcus Joseph Wright)‏ هو كاتب سير أمريكي، ولد في 5 يونيو 1831 في مقاطعة منيري في الولايات المتحدة، وتوفي في 27 ديسمبر 1922 في واشنطن العاصمة في الولايات المتحدة.